# Raúl de Molina
Raúl de Molina, más conocido como el Gordo (La Habana, 29 de marzo de 1959), es un presentador de televisión cubanoestadounidense. Actualmente, es el presentador del programa de televisión diario El gordo y la flaca, de Univision, junto con Lili Estefan. Debido al índice de audiencia de su programa, la revista People y otros medios lo consideran como uno de los hispanos más influyentes en los Estados Unidos. Trabajó en programas como Primer impacto, Ocurrió así, Hola, América y Club Telemundo, entre otros.

## Primeros años
Raúl de Molina nació en La Habana, Cuba en 1959. Su padre Raúl De Molina Sr. fue preso político en Cuba durante 24 años. La familia de De Molina dejó La Habana y se mudó a España cuando él tenía 10 años. Cuando era un adolescente, su familia emigró a Miami, Estados Unidos. A los 11 años se interesó por la fotografía y asistió al Art Institute of Fort Lauderdale.

## Biografía

### Fotoperiodista
De Molina trabajó como fotógrafo en Miami durante las décadas de 1970 y 1980. Como fotoperiodista, documentó deportes y luego documentó noticias. La fotografía de De Molina le ha llevado a viajar extensamente y ha visitado unos 80 países. Fue uno de los primeros fotógrafos presentes en la invasión estadounidense de Panamá en 1989.
Desde entonces, De Molina ha publicado sus imágenes en medios nacionales e internacionales como Time, Newsweek, Life, ¡Hola! y Paris Match, entre otros, y ha presentado varias exposiciones en galerías de arte mostrando su obra en gran formato. También ha realizado fotografías para calendarios benéficos. La fotografía de De Molina se exhibió en la exposición "Pictures of a Lifetime" en la Galería Gary Nader en Miami durante 2005.

### Televisión
De Molina fue invitado a varios programas de entrevistas durante el día, incluido The Joan Rivers Show. Esto llamó la atención de los medios y se convirtió en copresentador de El Gordo y la Flaca en 1998, junto a Lili Estefan. Ha presentado y reportado programas como Primer Impacto, Ocurrió Así, Hola América y Club Telemundo, además de especiales en horario estelar.
En 2003, Raúl de Molina publicó un libro basado en las entrevistas que él mismo ha hecho a celebridades, con fotos exclusivas. Además, fue un colaborador especial de la versión en español de la revista Travel + Leisure.
En 2008, Random House publicó su segundo libro, llamado La dieta del gordo, donde compartió sus experiencias con la gordura desde niño y la exitosa fórmula que lo llevó a perder 70 libras de peso, sin pasar hambre. Fue el vocero de Slimfast y AT&T y próximamente publicará una memoria fotográfica de sus viajes alrededor del mundo.
En el 2010, la revista People en español lo seleccionó en el listado de las personas más elegantes, cuando no era frecuente que las personalidades plus size aparecieran en estos listados.
De Molina también ha cubierto eventos en vivo como los Premios Grammy Latinos en Las Vegas, Copa Mundial de Fútbol y la celebración de la víspera de Año Nuevo en Times Square, Nueva York. El reportaje de De Molina sobre la Copa Mundial lo llevó a Francia, Alemania, Sudáfrica, y Brasil.
En 2008, De Molina apareció en After Hours con Daniel Boulud, Iron Chef America, The Chew, The Wendy Williams Show y The Nightly Show con Larry Wilmore. Fue juez en el certamen de Miss America 2012. De Molina escribe artículos sobre comida, estilo de vida, deportes y cultura hispana.

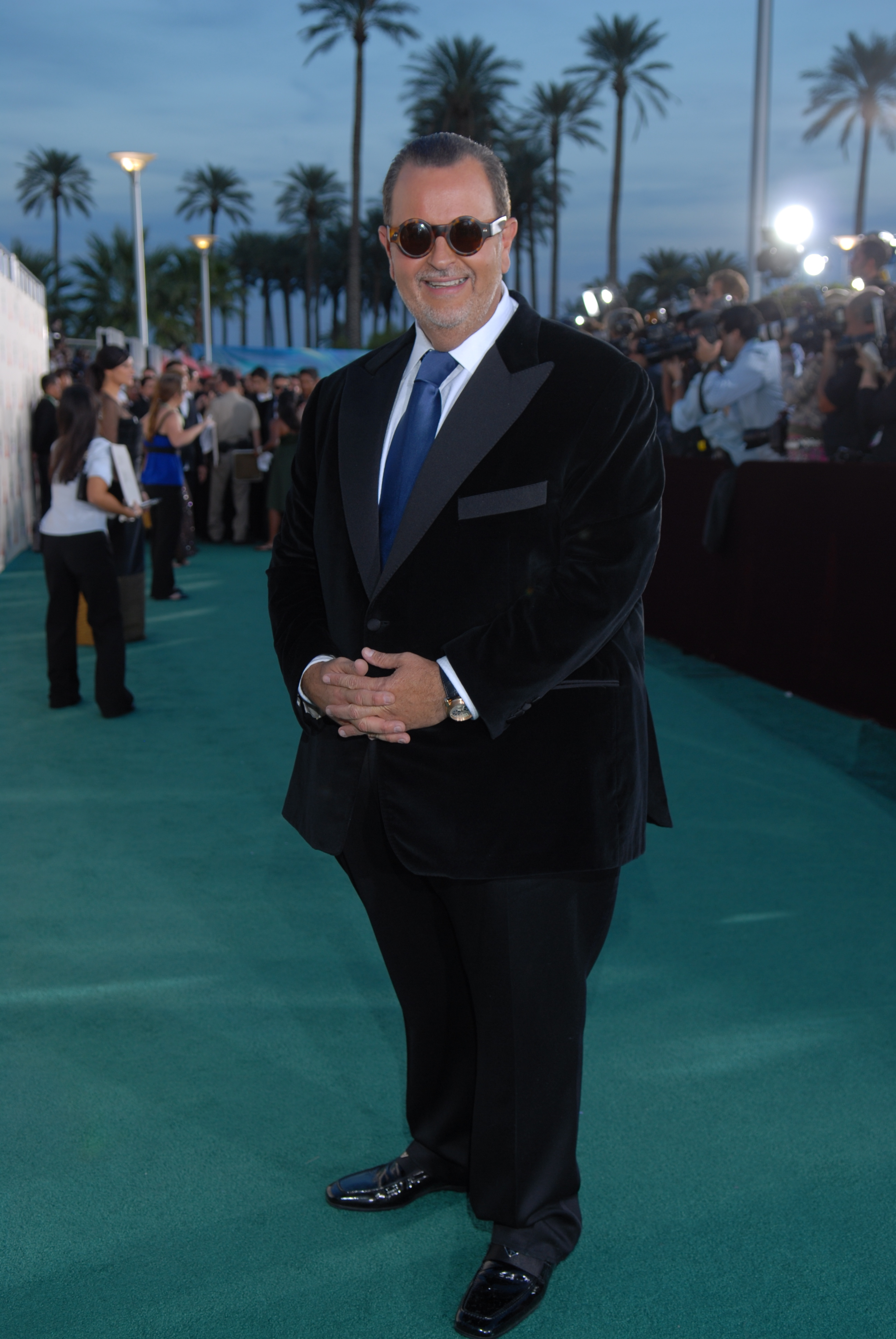
Raúl de Molina.

De Molina tuvo un papel importante en el documental de 2020 Mucho Mucho Amor: La Leyenda de Walter Mercado, sobre la vida de Walter Mercado.

## Filantropía
El bienestar de los niños es una de sus causas, por eso colabora con organizaciones benéficas como Voices for Children y la Miami Children's Health Foundation. Es embajador y patrocinador del Nicklaus Children's Hospital en Miami. El fotografió a los pacientes y empleados del hospital para su calendario de beneficios de 2016. De Molina también se desempeña como embajador de la marca de Louis Vuitton y organiza eventos en beneficio de organizaciones como Voices for Children.

## Vida privada
De Molina tiene una esposa, Mily, y una hija, Mia. De Molina viaja con frecuencia con su familia, a menudo de vacaciones en lugares como Hawái. Es un ávido buceador. De Molina es un sobreviviente de cáncer de riñón.
Comenzó a coleccionar arte a los 17 años y ha acumulado una colección de arte global que incluye artistas de Cuba, Sudáfrica, Australia, China, India y Oriente Medio. Su colección de arte incluye piezas de José Braulio Bedia Valdés, Liu Bolin, Valérie Belin, Lalla Essaydi y Manuel Mendive.
Tiene una colección de relojes de mano que ha aparecido en periódicos como The New York Times. Tiene un amor por los autos, que comenzó durante su juventud en España, donde vio las carreras de autos.
Como celebridad, De Molina ha promovido y defendido reformas a favor de la inmigración. Raúl de Molina ha sido acusado de ejercer acoso por parte de Virggi López y Lucía Méndez.

## Premios
De Molina ha recibido muchos Premios Emmy, el más reciente en 2016. En 2013, recibió el Premio 20 Años de Carrera durante los Premios TVyNovelas para conmemorar su carrera. De Molina y Lili Estefan obtuvieron sus propias estrellas en El Paso de las Estrellas de Las Vegas en 2009.
| Año  | Award                                                  | Association                | Resultando |
| ---- | ------------------------------------------------------ | -------------------------- | ---------- |
| 2016 | Talento Diurno Sobresaliente en un Programa en Español | Premios Daytime Emmy       | Nominado   |
| 2016 | Talento Sobresaliente en la Televisión Hispana         | Hispanic Television Summit | Ganador    |
| 2015 | Talento Diurno Sobresaliente en un Programa en Español | Daytime Emmy Awards        | Nominado   |
| 2015 | Los Favoritos del Público to Best Male Host            | Premios TVyNovelas         | Ganador    |
| 2013 | Premio 20 Años de Carrera                              | Premios TVyNovelas         | Ganador    |

## Filmografía

### Televisión
| Año          | Nombre                                     | Papel       |
| ------------ | ------------------------------------------ | ----------- |
| 1998-present | El Gordo y la Flaca                        | Presentador |
| 2018         | Premio Lo Nuestro 2018                     | El mismo    |
| 2017         | Viva Viviana                               | El mismo    |
| 2015         | The Nightly Show with Larry Wilmore        | Invitado    |
| 2013         | The Chew                                   | Invitado    |
| 2013         | Arranque de Pasión                         | El mismo    |
| 2012         | Iron Chef America                          | Jueza       |
| 2011         | The Wendy Williams Show                    | Invitado    |
| 2010         | Concierto inaugural de la Copa Mundial     | Presentador |
| 2008         | After Hours with Daniel Boulud             | El mismo    |
| 2006         | Don Francisco Presenta: ¡Feliz 2007!       | El mismo    |
| 2006         | Premios Juventud 2006                      | El mismo    |
| 2005         | Don Francisco Presenta: ¡Feliz 2006!       | El mismo    |
| 2004-2005    | Pa'lante con Cristina                      | El mismo    |
| 2004         | Premios Juventud 2004                      | El mismo    |
| 2004         | Noche de estrellas: Premio lo Nuestro 2004 | El mismo    |
| 2004         | Premio lo Nuestro a la música latina 2004  | El mismo    |
| 2003-2004    | Primer Impacto: edición nocturna           | El mismo    |
| 2003         | Don Francisco Presenta: ¡Feliz 2004!       | El mismo    |
| 2003         | ¡Suéltalo!                                 | El mismo    |
| 2003         | República Deportiva                        | El mismo    |
| 2003         | Despierta América                          | El mismo    |
| 2002         | Don Francisco Presenta: ¡Feliz 2003!       | El mismo    |
| 2001         | ¡Pica y se extiende!                       | Presentador |
| 2001         | ¡Qué bodas!                                | Presentador |

### Cine
| Año  | Nombre                                         | Papel     | Notas      |
| ---- | ---------------------------------------------- | --------- | ---------- |
| 2020 | Mucho Mucho Amor: La Leyenda de Walter Mercado | El mismo  | documental |
| 2006 | National Lampoon's Pledge This!                | El mismo  | película   |
| 2006 | A Wonderful Christmas: Feliz Navidad           | Papá Noel | película   |
| 2005 | Selena: Noche de estrellas                     | El mismo  | documental |
| 2004 | Un problema gordo                              | El mismo  | película   |